# Allan Schwartzberg
Allan Schwartzberg, född 28 december 1942, är en amerikansk trummis och studiomusiker och har spelat på många kända artisters skivor, bland andra Gene Simmons (1978) och Alice Cooper (1975).

## Gästspel som trummis (urval)
- 1981 - KISS - Music from "The Elder" - låten I
- 1984 - KISS - Animalize - diverse trumpålägg